# Paracymoriza exsolvalis
Paracymoriza exsolvalis là một loài bướm đêm trong họ Crambidae.